# Ángel Antón Andrés
Ángel Antón Andrés (Ademuz, 1926-9 de septiembre de 2011) fue catedrático de literatura española, dedicado a la docencia, animación cultural y a la escritura.

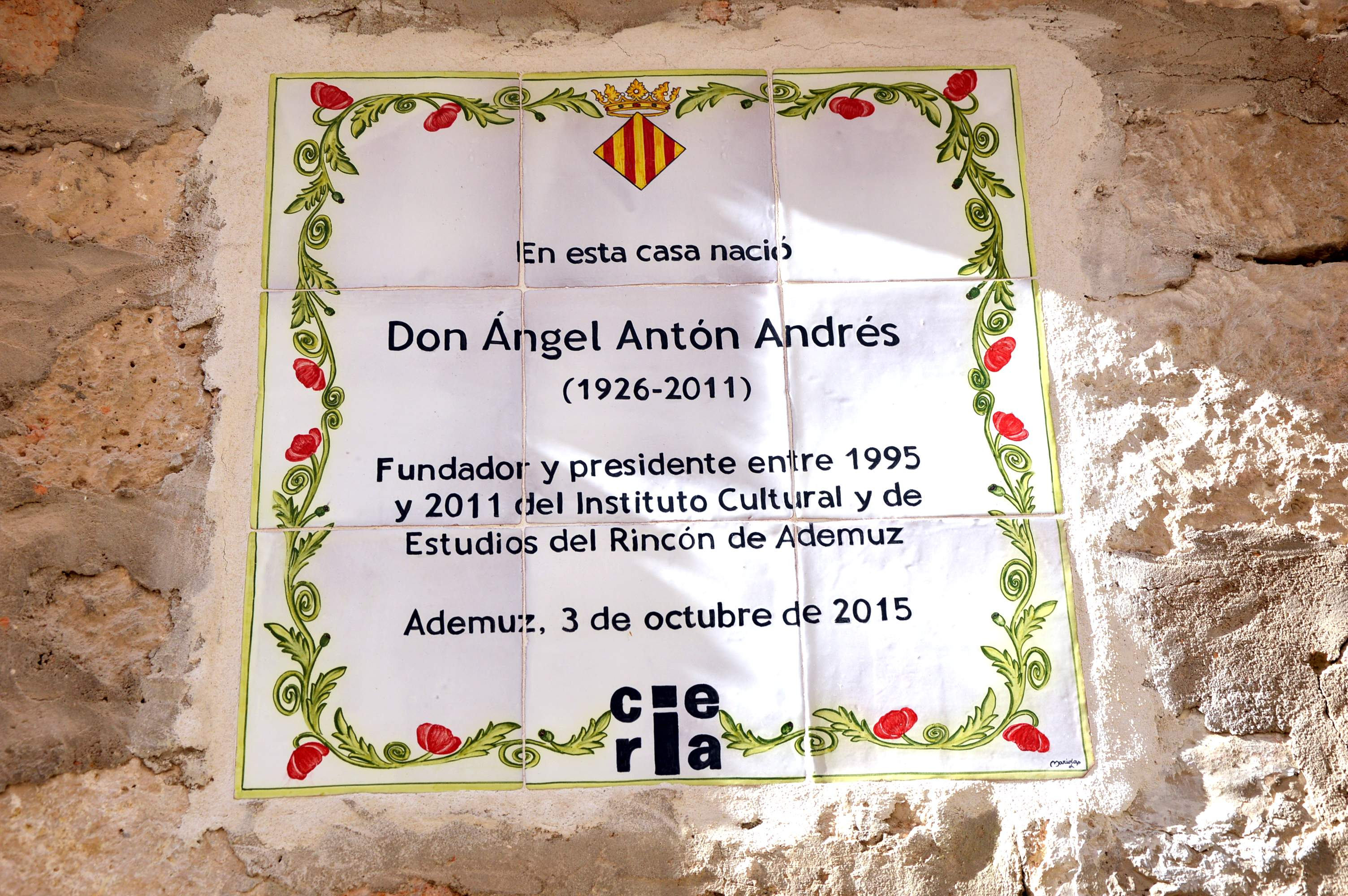
Detalle de plafón cerámico en la fachada de la casa natal de don Ángel Antón Andrés (1926-2011), s/f.

## Vida
Nacido en 1926 en Ademuz (Valencia), su familia pronto se trasladó a Barcelona, donde realizaría sus estudios.

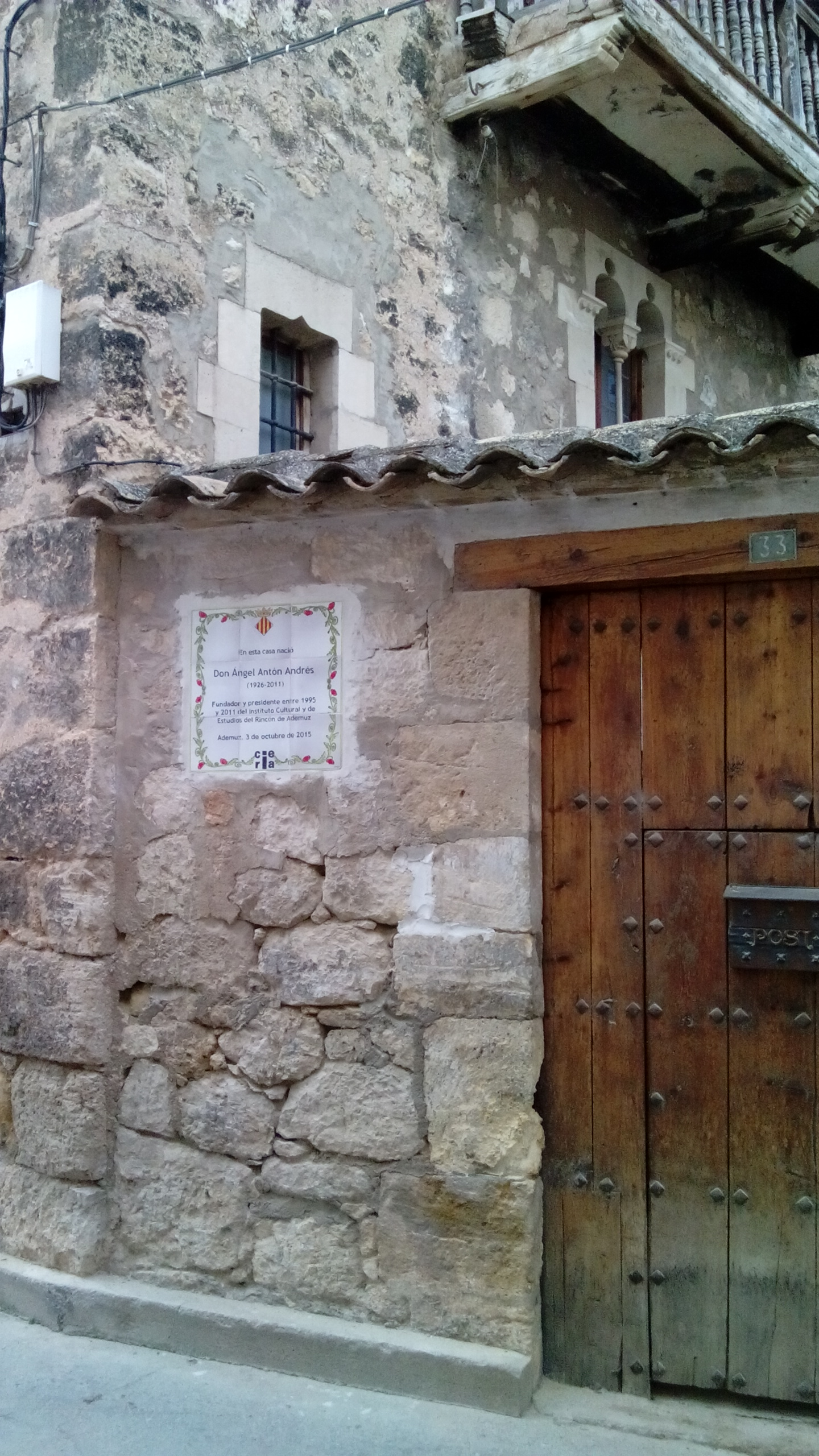
Casa natalicia de Ángel Antón. Calle Muro. Ademuz

Catedrático de literatura en varios centros de Cuenca y Teruel durante años, pasó a ser decano de la Facultad de Filosofía y Letras de Gerona en la década de 1970. Tras algunos lectorados en Alemania, llegaría a dirigir el Instituto Español de Cultura (posterior Instituto Cervantes) de los centros de Múnich y Viena.
Tras su jubilación en 1991, creó el «Instituto Cultural y de Estudios del Rincón de Ademuz». Desde entonces desempeñó un importante papel en la vida cultural de la comarca valenciana del Rincón de Ademuz, fundando en 1995 la revista Ababol, que todavía allí sigue editándose.

## Obra
- Sancho Saldaña o el castellano de Cuéllar de José Espronceda. Edición de Ángel Antón Andrés, con prólogo y notas. Dos volúmenes. Barcelona, 1974. Ed. Barral.
- Pío Baroja y el mundo germánico. Inédita.
- La troje de la mies. Barcelona, 1964. Ed. Seix Barral.
- Ejercicios de lengua y literatura para Grado Elemental. Barcelona, 1963. Ed. Ministerio de Educación.